# 籌邊樓
籌邊樓位於四川省理縣薛城老街，文物遺址年代判定為清。1996年9月16日公佈為四川省第四批省級文物保護單位。2013年3月5日列為第七批全國重點文物保護單位。